# Тутманик
Тутманик, още месеница, е традиционно българско ястие, произведено от дебели кори тесто и натрошено бяло саламурено сирене, кисело мляко, яйца и др.

## Традиции за приготвяне и видове тутманици
Съвременната представа за тутманик като вид питка, замесена с тесто, в което има сирене е по-близка до тази за вид гарнирана пита. В действителност тутманикът се е приготвял не като питка, а по-скоро като качамак, в който има бяло саламурено сирене. Впоследствие вместо да се вари смеската от царевично и бяло брашно (каквато е технологията за правене на качамак), са започнали да изпичат полученото рядко тесто, като са го изливали в плитки малки тави. По този начин тутманикът се е превърнал в разновидност на българската гарнирана питка.

### Царевичен тутманик
Според някои източници първоначално тутманикът се е приготвял като тестено ястие от меко тесто забъркано, като сладкарско (без замесване) и съставено от смеска на царевично и бяло пшеничено или ръжено брашно. В него са се добавяли подправки и бяло саламурено сирене. Сместа се е изсипвала в съд за печене, така както се изпичат сладкарски блатове за торти.
Изпича се и се консумира топло, заедно с кисело или прясно мляко.
В зависимост от различията в различните фолклорни области съществуват разнообразни рецепти за приготвяне на царевичен тутманик. Интересното е, че в някои области освен традиционният с бяло саламурено сирене се приготвя и тутманик със запържено смляно или скълцано месо.
Царевичен тутманик се приготвя и като десерт, подсладен със захар, и гарниран като домашна торта с някакво плодово сладко – мармалад, конфитюр, желе. Тутманик под форма на десерт вече се прави твърде рядко и предимно в северните фолклорни области на България, както и от българите, живеещи в Румъния, Молдова, Русия и Украйна, които съхраняват отколешни традиционни рецепти. Проблем е, че в повечето случаи българските ястия, приготвяни от българи, живеещи в посочените райони, извън България се наричат по друг начин, с видоизменени или напълно променени имена. Трудно е да се определи, дали те пазят верните, а българите в Дунавска България са заимствали чужди (какъвто е случая с името на плодовата баница, която вече наричаме щрудел, вместо овощяк или ябланик, както я наричат старите българи в Русия и Украйна).

### Тутманик със сирене
За приготвянето на тестото се използват бяло брашно, сол, яйца, кисело мляко, мая (или Сода за хляб) и растително масло (в някои райони се използва свинска мас, вместо олио).
След като се омеси тестото се оставя да почине за кратко, след което се разточват дебели кръгли кори. В намаслена тава се поставя една кора, която да излиза от ръбовете на тавата, след което се правят различни плънки (налага се). Традицията повелява плънката да е от натрошено сирене, но може да се комбинира и с пръжки или приготвено предварително накъсано на дребно свинско месо.
Типична за село Сакарци е „Сакарската месеница“. Тя е подобно на баница или по-точно на милинка ястие, което се приготвя, като се замесва тесто, но не с вода, а с пълномаслено, за предпочитане биволско мляко, добавят се още при месенето много яйца и маслено бяло сирене, отново обикновено биволско, не се разточва на кори, а се пече цяло като погача.

### Тутманик с месо (кайма)
Освен споменатия тутманик със сирене и пържено надробено месо (пръжки) съществуват рецепти за приготвяне на тутманик с мляно или скълцано месо, без използване на сирене. Обикновено плънката включва освен мляното месо и подправки, кромид лук или праз, надробени на ситно. Плънката се запържва с подправките предварително, понякога към нея се добавя и яйце. Нетрадиционно се приема добавянето на кашкавал. Някои смятат, че употребата на кашкавал в плънките разваля вкуса на питките и прави питката клисава, но в комбинация с яйце това не се получава.

### Сладък тутманик
За разлика от тутманика, който се приготвя с тесто от царевично брашно като блат за торта, сладкият тутманик от бяло брашно се приготвя като сладка питка, с плънка от меки саламурени сирена, най-често овче, или топлинно обработено краве сирене (крема, топено). На външен вид той прилича на козунак и дори се смята за вид традиционен обреден хляб на старите българи,